# تل بزرگ میاق
تل بزرگ میاق مربوط به سده‌های اولیه دوران‌های تاریخی پس از اسلام است و در شهرستان بوانات، بخش سرچهان، دهستان سرچهان، ۳ کیلومتری شمال غربی شهر حسامی واقع شده و این اثر در تاریخ ۱ مرداد ۱۳۸۶ با شمارهٔ ثبت ۱۹۲۴۶ به‌عنوان یکی از آثار ملی ایران به ثبت رسیده است.